# John McBryde
John Peter Robert McBryde (* 9. März 1939 in Maryborough, Queensland) ist ein ehemaliger australischer Hockeyspieler. Er gewann mit der australischen Nationalmannschaft die olympische Bronzemedaille 1964.

## Sportliche Karriere
Der 1,77 m große John McBryde stand 1960 zum ersten Mal in der australischen Nationalmannschaft. Insgesamt wirkte der Außenläufer bis 1966 in 41 Länderspielen mit.
Bei den Olympischen Spielen 1960 in Rom belegten die Australier in der Vorrunde den zweiten Platz hinter der Mannschaft Pakistans. Im Viertelfinale unterlagen die Australier der indischen Mannschaft nach Verlängerung, am Ende belegten die Australier den sechsten Platz.
1964 bei den Olympischen Spielen in Tokio gewannen die Australier in der Vorrunde vier Spiele und unterlagen den Mannschaften aus Kenia und Pakistan. Als Gruppenzweite trafen sie im Halbfinale auf den Gruppensieger der anderen Vorrundengruppe und verloren mit 1:3 gegen die indische Mannschaft. Im Spiel um Bronze bezwangen die Australier die Spanier mit 3:2.
John McBryde wurde 2019 in die Hall of Fame des australischen Hockeyverbands aufgenommen.